# Stazione di Risano
La stazione di Risano è una stazione ferroviaria di superficie di tipo passante del Friuli-Venezia Giulia che si trova sulla linea ferroviaria Udine–Cervignano.

## Storia
La stazione venne inaugurata il 26 agosto 1888 quando venne aperto il tratto ferroviario che collegava la stazione di Udine con la stazione di Palmanova e quella di San Giorgio di Nogaro.

## Movimento
La stazione, pur non più servita da treni dall'introduzione dell'orario cadenzato il 15 dicembre 2013, è impiegata come posto movimento per gli incroci.

## Interscambi
- Fermata autobus